# ソ連地上軍
ソ連地上軍（ソれんちじょうぐん、ロシア語: Советская армия）は、1946年から1991年にかけてソビエト連邦軍の主力である陸軍につけられた名称。以前は「赤軍」として知られていた。ソ連陸軍（ソれんりくぐん）とも呼ばれる。

## 第二次世界大戦後
第二次世界大戦の終結後、赤軍は500を超える狙撃師団とその10分の1程度の戦車編成が存在した。戦争の教訓はソ連に戦車部隊への信仰を与え、この時点から戦車部隊の数はほぼ横ばいであったが、歩兵戦力は戦時の3分の2程度に削減された。戦争終結時の戦車軍団は戦車師団へと変換され、1957年から狙撃師団は自動車化狙撃師団に変換された。自動車化狙撃師団は3個自動車化狙撃連隊と1個戦車連隊、概ね合計10個自動車化狙撃大隊と6個戦車大隊からなり、戦車師団ではその後割合が逆転した。
地上総司令は1946年3月に最初に設立され、4年後解散し、1955年には再び編成された。1964年3月、総司令は再び解散されたが、1967年にまた編成された。
ヨシフ・スターリン体制下の1946年3月にソ連邦元帥ゲオルギー・ジューコフがソ連地上軍の司令官となったが、7月にはイワン・コーネフに変えられ、この状態が1950年まで続き、その後ソ連地上軍司令官の地位は5年間にわたって廃止された。この組織の断絶は「おそらく（北朝鮮を支援した）朝鮮戦争に何らかの関連があったのではないか」とされている。1945年から1948年にかけて、動員解除によってソ連軍は1130万人から280万人に減らされ、1946年には33に増加していた軍管区が21に減らされた。また、地上軍は982万2000人から244万4000人に人員を減らした。
冷戦下にあってソビエト連邦の東欧での地政学的優位性を確保し、確立するために、ナチス・ドイツ支配から東欧を制圧した赤軍は、1945年に東欧の親ソ政権（東側諸国）を守り、欧州からの攻撃に対するために配置が維持された。その他の場所では反ソ活動を続ける西ウクライナレジスタンス鎮圧のために彼らはNKVDを支援していたとされている。1955年まで中華人民共和国北部海岸の旅順口区、大連市などの第39軍を含むソ連軍は維持され、その後占領地は中国共産党政府に引き渡された。
連邦内のソビエト軍はそれぞれの軍管区に配分されており、1945年には32の軍管区が存在した。このうち16の軍管区は1970年半ばからソビエト連邦の崩壊まで維持された。東ドイツにおけるドイツ駐留ソ連軍のソ連軍の最大動員は反ソ連暴動の鎮圧時であった。東欧軍集団（英: East European Groups of Forces）はポーランド駐留の北部方面軍集団、ハンガリー駐留でハンガリー動乱を鎮圧した南部方面軍集団から構成された。1958年、ソ連軍は駐留していたルーマニアから撤退した。1968年のワルシャワ条約機構のプラハの春介入後はチェコスロバキアに中央方面軍集団が設置された。1960年代からのソ連東部での中ソ国境紛争は16番目の軍管区であるカザフスタンアルマトイに中央アジア軍管区の設立を促した。レオニード・ブレジネフ体制下の1979年、ソ連は共産主義勢力の援助のためにアフガニスタンに軍を派兵し、10年間にわたってムジャーヒディーンゲリラと戦闘した（アフガニスタン紛争）。

## 冷戦

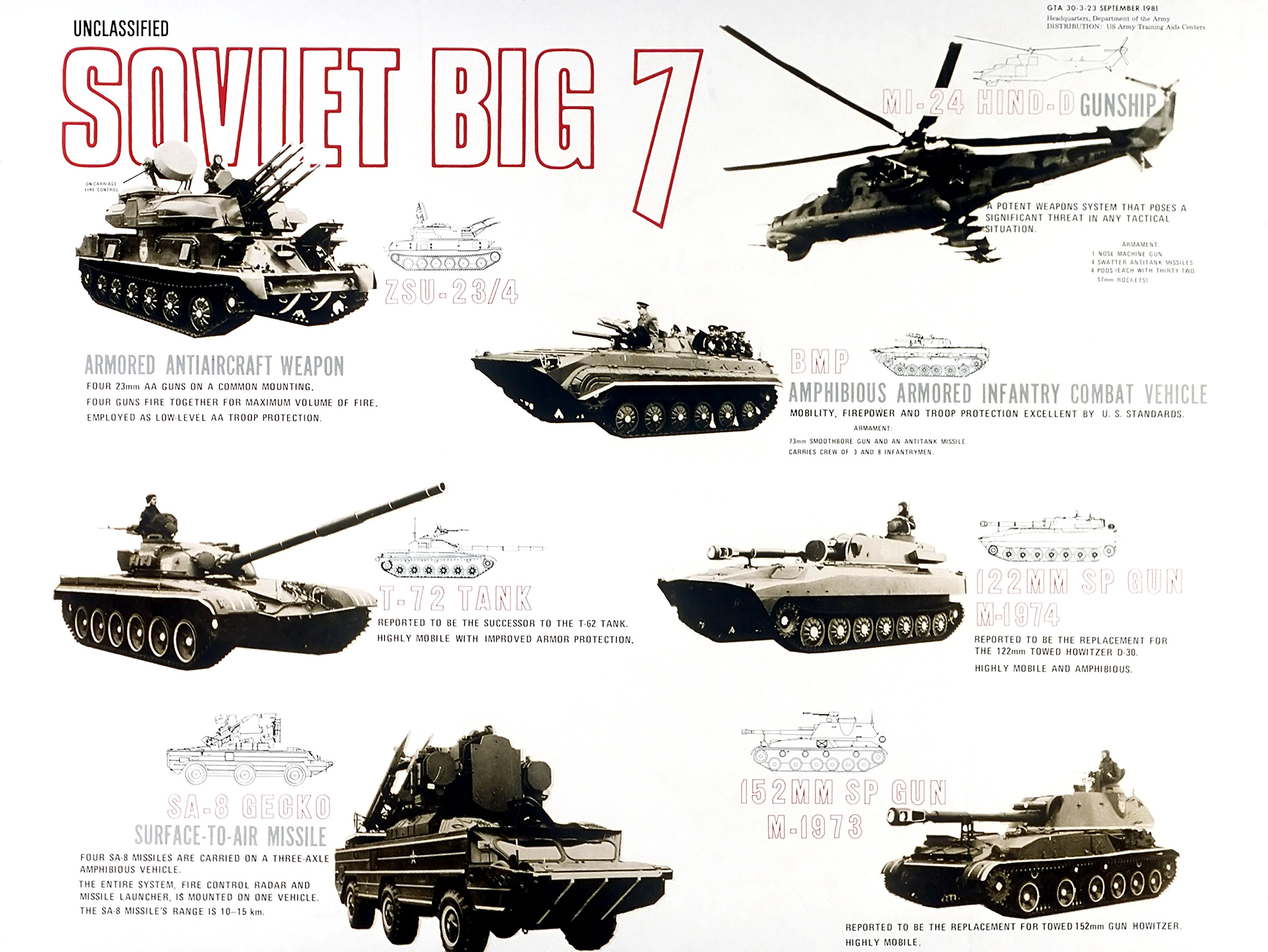
米国アセスメントによる1981年頃の重要なソ連軍の兵装7点

- レニングラード軍管区
- 白ロシア軍管区
- バルト軍管区
- カルパチア軍管区
- キエフ軍管区
- オデッサ軍管区（英語版）
- モスクワ軍管区
- 沿ヴォルガ・ウラル軍管区
- 北カフカーズ軍管区
- ザカフカーズ軍管区
- トルキスタン軍管区
- シベリア軍管区
- ザバイカル軍管区
- 極東軍管区
- 中央アジア軍管区（英語版）は1988年に解散、ヴォルガ（英語版）、ウラル（英語版）両軍管区は1991年に統合された。

冷戦を通して、西側情報機関はソ連軍の戦力をおおよそ280万から530万と見積もっていた。この強度範囲を維持するために、1967年までソビエト連邦法はすべての兵役可能な軍事年齢の人間に最低限3年の兵役義務を定めており、1967年以降は地上軍は2年間の徴兵義務に削減した。
1980年代中盤、地上軍はおおよそ210個師団からなり、そのうち4分の3が狙撃師団で、残りが戦車師団であった。また、多数の砲兵師団、独立戦車旅団、工兵部隊、戦闘支援部隊などが存在した。しかしながら、完全に戦闘準備ができている編成はごくわずかであった。戦闘準備の対応状態に合わせキリル文字の最初の3文字であるにちなんでА、Б、Вの3部門が存在した。A群の師団は即応対応できることが保障されており、完全に充足していた。Б群とВ群の師団はより低い状態で、それぞれБ群が50-75％(準備に72時間以上)、В群が10-33％(準備に2カ月)であった。内陸部の軍管区はАに分類される師団がおおむね1-2個程度であり、残りのほとんどがБおよびВの師団であった。
冷戦の長期間、ソ連の計画では4個から5個師団から軍が構成され、4個軍程度から戦線(軍集団相当)を構成することを想定していた。1970年代後半から1980年代前半、ヨーロッパ(西部・南西ヨーロッパ戦略司令部)、バクーなど南部、極東の数個戦線の運用のために戦略司令部に新しい最高司令部が設立された。
1955年、ソビエト連邦は東欧衛星国との間でワルシャワ条約に調印し、各国の軍を超えるソ連軍による統制を公式化した。ソ連軍は西欧からの侵攻の可能性から形成される冷戦の残した概念から東欧各国の軍を設置し、監督した。1956年以降、ニキータ・フルシチョフは陸軍の核兵器能力を強調する戦略ロケット軍を設立するために地上軍を削減し、また、1957年には地上軍の削減に反対していたゲオルギー・ジューコフを政治局から退かせた。にもかかわらず、戦闘計画の要件を満たすために1980年代半ばまでソ連軍は戦区級核兵器の保有量は少なかった。
ロシア連邦軍参謀本部は西欧に対して攻撃する計画を維持しており、ソ連崩壊後にドイツの研究者が国家人民軍の資料に接近した際に計画がかなり大規模であったということが公表された。

### 悲劇の後

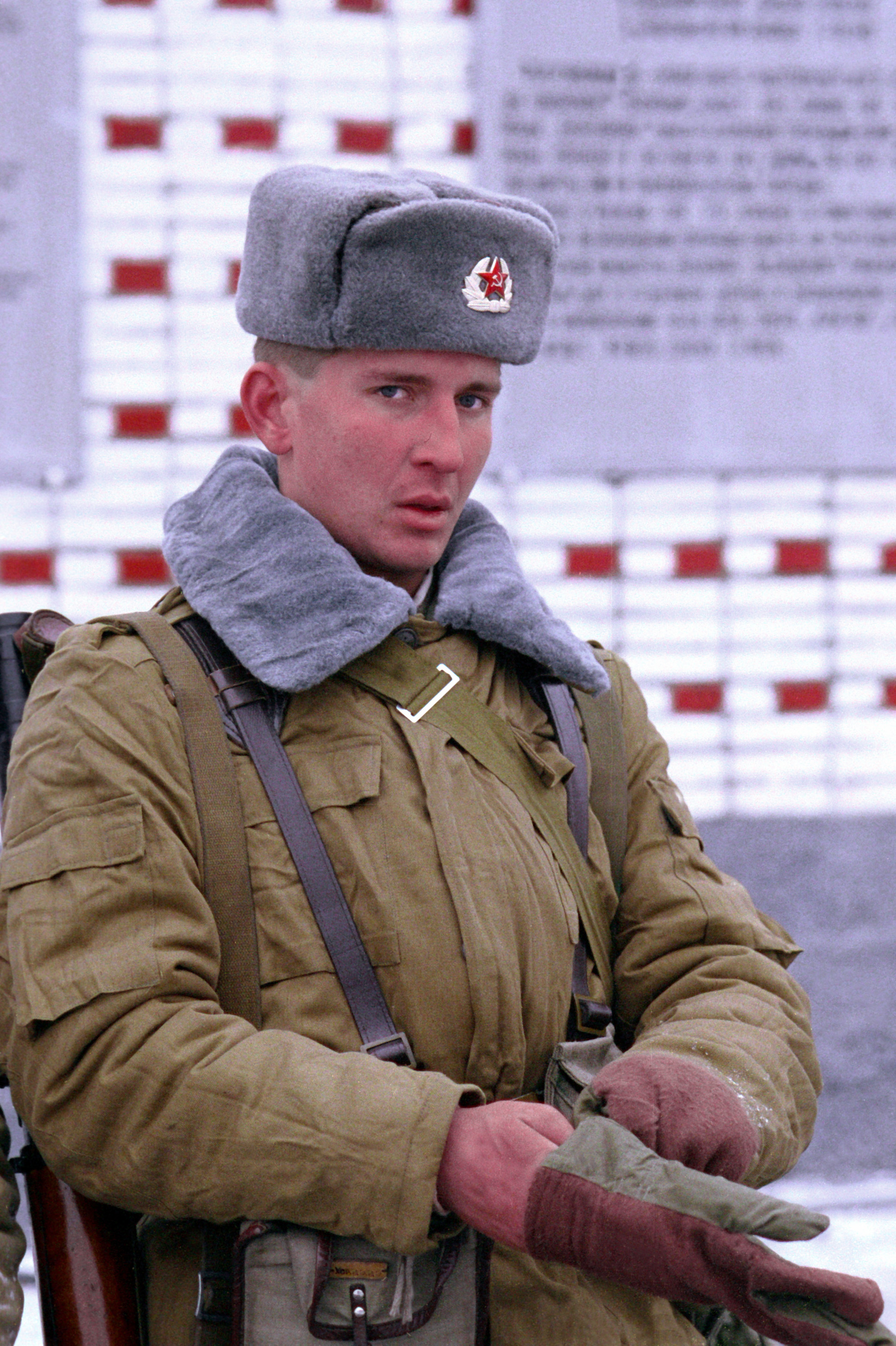
第二タマンスカヤ親衛自動車化狙撃師団の兵士、冬季用のアフガンカを着用している、1992年1月、モスクワ

1985年から1991年にかけて、ソ連大統領ミハイル・ゴルバチョフはソ連経済におけるソ連地上軍の予算負担削減を試み、ソ連地上軍の規模を徐々に削減し、1989年にはアフガニスタンから撤退した。
ゴルバチョフ大統領を解任させようとした1991年8月のクーデター後、ソビエト連邦科学アカデミーは陸軍の多くはソビエト連邦共産党のネオ・スターリニストが立ち上げたクーデターに参加しなかったと報告した。司令官はモスクワに戦車を派遣したが、クーデターは失敗した。
1991年12月8日、ロシア、ベラルーシ、ウクライナの3ヶ国の各大統領は正式にソビエト連邦の解体を発表、独立国家共同体（CIS）の形成を発表した。ゴルバチョフは1991年12月25日に辞任し、翌12月26日にソビエト最高会議共和国会議は公式にソ連自身の解体を宣言した。それ以降の18カ月、構成共和国はソ連軍をCISの軍隊に変革させるための政治的試みに失敗し、最終的にそれぞれの構成共和国に駐留していた軍がそれぞれの国の軍になった。
ソビエト連邦の崩壊後、ソビエト連邦は解体され、ソ連軍は解体され、ソ連の構成共和国はそれぞれの資産とともに分離された。
格差は多くが地域単位ごとに発生し、ロシア出身者からなるソ連部隊は「ロシア陸軍」の一部となり、カザフスタン出身者からなるソ連部隊はカザフスタン軍の一部となった。結果、多くのスカッドやTR-1などの地対地ミサイルを含む残存部隊はロシア陸軍に組み込まれた。1992年の終わりまでに、旧ソ連のソ連地上軍の残存部隊の多くは解散していた。リトアニア、ラトビア、エストニアのバルト三国を含む東欧の守備隊は1992年から1994年までの間に徐々に帰国した。
1992年3月中旬、ロシア大統領ボリス・エリツィンは新生ロシア連邦の国防大臣に自身を任命し、残存していたソ連地上軍の一部を含んでいた新しいロシア陸軍の設立を重要な一歩と位置付けた。旧ソ連の指揮構造の最後の部隊は最終的に1993年6月に解体され、ソ連最後の国防相エフゲニー・シャポシニコフを司令官とする独立国家共同体統合軍司令部はCISの軍事協力を促進するスタッフとして再編成された。
その後の数年で以前のソ連地上軍は中欧や東欧、バルト諸国から撤退し、同様に、アゼルバイジャン、アルメニア、ウズベキスタン、カザフスタン、トルクメニスタン、キルギスタンからも撤退した。現在ロシア陸軍はタジキスタン、グルジア、トランスニストリアで維持されている。

## ソ連地上軍総司令官
- ゲオルギー・ジューコフ（1946年）
- イワン・コーネフ（1946年 - 1950年）
- 一時的廃止（1950年 - 1955年）
- イワン・コーネフ（1955年 - 1956年）
- ロディオン・マリノフスキー（1956年 - 1957年）
- アンドレイ・グレチコ（1957年 - 1960年）
- ワシーリー・チュイコフ（1960年 - 1964年）
- 一時的廃止（1964年 - 1967年）
- イワン・パブロフスキー（ロシア語版）（1967年 - 1980年）
- ヴァシーリー・ペトローフ（1980年 - 1985年）
- エフゲニー・イワノフスキー（1985年 - 1989年）
- ヴァレンティン・ヴァレンニコフ（英語版）（1989年 - 1991年）

## 装備
1990年時点でのソ連軍の保有兵器

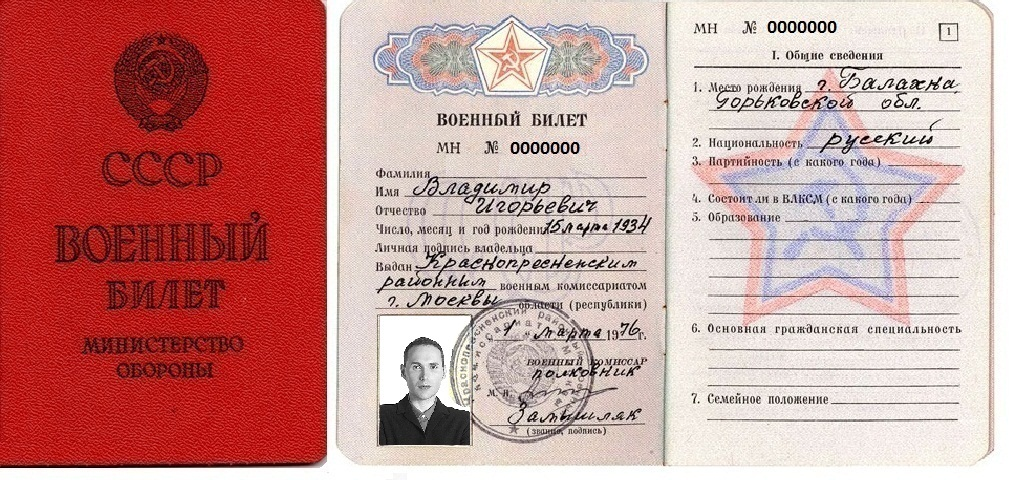
ソビエト陸軍の徴兵兵役の軍事票。項目No.3はソビエト連邦共産党の会員、項目No.4はコムソモールの会員

- 戦車：55,000両 (T-80 4,000両、T-72 10,000両、T-64 9,700両、T-62 11,300両、T-54/55 19,000両、PT-76 1,000両)
- 装甲兵員輸送車：70,000両 (BTR-80、BTR-70、BTR-60、BTR-D、BTR-50、BTR-152、MT-LB)
- 歩兵戦闘車：24,000両 (BMP-1、BMP-2、BMP-3、BMD-1、BMD-2、BMD-3)
- 偵察戦闘車：3,500両 (BRDM-1、BRDM-2)
- 砲：33,000門 (D-30 4,379門、M-46 1,175門、D-20 1,700門、2A65 598門、2A36 1,007門、D-1 857門、ML-20 1,693門、M-30 1,200門、B-4 478門などの榴弾砲、D-74、D-48（英語版）、D-44（英語版）、T-12、BS-3などの大砲)
- 自走榴弾砲：9,000両 (2S1 2,751両、2S3 2,325両、2S5 507両、2S7 347両、2S4 430両、2S19 20両、ダナ 108両、その他 ASU-85、2S9など)
- ロケット砲：8,000両 (BM-21、BM-27 818両、BM-30 123両、BM-24 18両、TOS-1、BM-25、BM-14など)
- 戦術弾道ミサイル：(SS-1、OTR-21、OTR-23、FROG-7)
- 自走式対空砲：(2K11 1,350両、2K12 850両、9K33 950両、9K31 430両、9K37 300両、S-300 70両、9K35 860両、9K330 20両、2K22 130両、ZSU-23-4、ZSU-57-2など)
- 対空砲：12,000門 (ZU-23-2, ZPU-1/2/4、S-60、72-K、61-K、52-K、KS-19)
- ヘリコプター：4,300機 (Mi-24 1,420機、Mi-2 600機、Mi-8 1,620機、Mi-17 290機、Mi-6 450機、Mi-26 50機、実験機Mi-28A 6機

## 註
1. ↑  Mark L Urban, Soviet Land Power
2. 1 2  Armed Forces of the Russian Federation – Land Forces, Agency Voeninform of the Defence Ministry of the RF (2007) p. 14
3. ↑  Scott and Scott, The Armed Forces of the Soviet Union, Eastview Press, Boulder, Co. (1979) p. 142
4. ↑  William E. Odom, The Collapse of the Soviet Military, Yale University Press, New Haven and London, 1998, p. 39
5. ↑  Scott and Scott, The Armed Forces of the Soviet Union, Westview Press, Boulder, CO. (1979) p. 176
6. ↑  Feskov et al 2004
7. ↑  Scott and Scott (1979) p. 176
8. ↑  Schofield, Carey (1991). Inside the Soviet Army. London: Headline Book Publishing PLC. pp. 236–237. ISBN 0-7472-0418-7
9. ↑  Odom (1998) p. 39
10. ↑  Scott and Scott (1979) p. 305
11. ↑  M J Orr, The Russian Ground Forces and Reform 1992–2002, January 2003, Conflict Studies Research Centre, UK Defence Academy, Sandhurst, p. 1
12. ↑  M J Orr, 2003, p. 1 and David C Isby, Weapons and Tactics of the Soviet Army, Jane's Publishing Company, 1988, p. 30
13. ↑  Viktor Suvorov, Inside the Soviet Army, Hamish Hamilton, 1982, gives this title, Odom (1998) also discusses this development
14. ↑  see Viktor Suvorov, Inside the Soviet Army
15. ↑  William E. Odom, The Collapse of the Soviet Military, Yale University Press, New Haven and London (1998) p. 69
16. ↑  William E. Odom, The Collapse of the Soviet Military, Yale, 1998, pp. 72–80, also Parallel History Project Archived 2010年1月22日, at the Wayback Machine., and the documentation on the associated Polish exercise, Seven Days to the River Rhine, 1979. See also Beatrice Heuser, 'Warsaw Pact Military Doctrines in the 1970s and 1980s: Findings in the East German Archives,' Comparative Strategy, October–December 1993, pp. 437–457
17. ↑  David Remnick, Lenin's Tomb: The Last Days of the Soviet Empire, Vintage Books (1994), ISBN 0-679-75125-4
18. ↑  1992 estimates showed five SSM brigades with 96 missile vehicles in Belarus and 12 SSM brigades with 204 missile vehicles in Ukraine, compared to 24 SSM brigades with over 900 missile vehicles under Russian Ground Forces' control, some in other former Soviet republics). IISS, The Military Balance 1992–93, Brassey's, London, 1992, pp. 72, 86, 96
19. ↑  Jack F. Matlock, Jr., Autopsy on an Empire: The American Ambassador's Account of the Collapse of the Soviet Union, Random House, 1995, ISBN 0-679-41376-6
20. ↑  Russian Land Combat Equipment. globalsecurity.org

- Durie, W. (2012). The British Garrison Berlin 1945-1994 "No where to go" Berlin: Vergangenheits/Berlin. ISBN 978-3-86408-068-5.